# Albert Salzmann
Albert Salzmann – szwajcarski strzelec, multimedalista mistrzostw świata.
Pochodził z miasta Thalwil. W latach 1925–1947 wygrał 6 razy w zawodach na poziomie krajowym. Do 1938 roku wygrał 13 razy, a 11 razy był na drugim miejscu w mistrzostwach kantonalnych. W 1929 roku uplasował się na trzecim miejscu na krajowym festiwalu strzeleckim w Bellinzonie. W latach 1948–1960 był przewodniczącym Matchschützenvereinigung Horgen – najstarszego związku strzelectwa sportowego w kantonie Zurych.
Na przestrzeni lat 1931–1939, Albert Salzmann zdobył 14 medali na mistrzostwach świata, w tym 3 złote, 3 srebrne i 8 brązowe. Indywidualnie trzykrotnie stawał na podium. W 1935 roku został wicemistrzem świata w karabinie wojskowym leżąc z 300 m (lepszy wynik osiągnął jedynie Francuz Maurice Brion), a na zawodach w 1939 roku był dwukrotnie trzeci. W karabinie wojskowym stojąc z 300 m ukończył zawody za Jakobem Brodem i Laurim Kaarto, zaś w trzech postawach uplasował się za Karlem Zimmermannem i Peeterem Karu. Największą liczbę medali wywalczył na turnieju w 1937 roku (7).

## Medale mistrzostw świata
Opracowano na podstawie materiałów źródłowych:
| Mistrzostwa   | Konkurencja                                           | Wynik             | Miejsce |
| ------------- | ----------------------------------------------------- | ----------------- | ------- |
| Lwów 1931     | Karabin dowolny, trzy postawy, 300 m, drużynowo       | 5482 pkt. (druż.) |         |
| Rzym 1935     | Karabin wojskowy, trzy postawy, 300 m, drużynowo      | 1966 pkt. (druż.) |         |
| Rzym 1935     | Karabin wojskowy leżąc, 300 m                         | 160 pkt.          |         |
| Rzym 1935     | Karabin dowolny, trzy postawy, 300 m, drużynowo       | 5446 pkt. (druż.) |         |
| Helsinki 1937 | Karabin wojskowy, trzy postawy, 300 m, drużynowo      | 2586 pkt. (druż.) |         |
| Helsinki 1937 | Karabin wojskowy klęcząc, 300 m, drużynowo            | 907 pkt. (druż.)  |         |
| Helsinki 1937 | Karabin wojskowy stojąc, 300 m, drużynowo             | 781 pkt. (druż.)  |         |
| Helsinki 1937 | Karabin dowolny, trzy postawy, 300 m, drużynowo       | 5481 pkt. (druż.) |         |
| Helsinki 1937 | Karabin dowolny klęcząc, 300 m, drużynowo             | 1833 pkt. (druż.) |         |
| Helsinki 1937 | Karabin dowolny stojąc, 300 m, drużynowo              | 1751 pkt. (druż.) |         |
| Helsinki 1937 | Karabin dowolny stojąc, 50 m, drużynowo               | 1840 pkt. (druż.) |         |
| Lucerna 1939  | Karabin wojskowy, trzy postawy, 300 m (3x40 strzałów) | 1028 pkt.         |         |
| Lucerna 1939  | Karabin wojskowy stojąc, 300 m                        | 329 pkt.          |         |
| Lucerna 1939  | Karabin dowolny stojąc, 50 m, drużynowo               | 1858 pkt. (druż.) |         |